# Кристофър Голдън
Кристофър Голдън (на английски: Christopher Golden) е много плодовит американски писател на произведения в жанра фентъзи, хорър, научна фантастика, трилър, детска литература и документалистока. Писал е и под псевдонимите Томас Рандал (Thomas Randall) и Джак Роган (Jack Rogan).

## Биография и творчество
Кристофър Голдън е роден на 15 юли 1967 г. във Фреймингам, Масачузетс, САЩ, в семейството на адвокатите Дж. Лорънс Голдън и Роберта Пулос.. Следва в университета Туфтс, където получава бакалавърска степен с отличие. След дипломирането си работи лицензиращ мениджър за „Билборд“, Ню Йорк, и като маркетинг и рекламен консултант за фирми като агенция „Уилям Морис“ и „Марвел Комикс“.
Първият му роман „За светци и сенки“ от поредицата от градско фентъзи и хорър „Сага на сенките“ е издаден през 1994 г. В града в крехко равновесие съжителстват вампири и тайна организация искаща да ги унищожи и използваща католическата църква за прикритие. Организацията се сдобива с книга, известна като Евангелието на сенките, която ѝ дава възможности за постигане на целите. Питър Октавиан е полувампир и частен детектив, който се заема да върне открадната жизненоважна книга. В следващите книги продължава борбана на вампирите за оцеляване от други техни врагове.
Поредицата му в съавторство с Амбър Бенсън, „Призраците на Албион“, е екранизирана във филмите „Призраците на Албион: Наследство“ от 2003 г. и „Призраците на Албиона: Жарава“ с участието на Рори Киниър, Жасмин Хайд, Антъни Даниълс и Рой Скелтън. Историята е за потомците на богато лондонско семейство от ранната викторианска епоха, които наследяват от дядо си завета да бъдат защитници на Албиона от злите демони. В помощ им са призраците на мистичните защитници на Албиона – поета лорд Байрон, адмирал Нелсън и кралица Будика.
През 2022 г. е издаден трилърът му „Път от кости“. Колимската магистрала, наречена „Пътят на костите“, се простира във вечния студ на Сибир в продължение на 2000 км. Изградена от затворниците от близо 80 трудови концлагера на Сталин, тя е оказва лобно място за стотици хиляди от тях, чиито трупове просто остават във вечната замръзналост. Когато телевизионният продуцент Феликс Тигланд отива на снимки в града, считан за най-студеният на планетата, не открива никого, освен едно малко момиченце. А това е само началото на ужаса, който връхлита групата.
Кристофър Голдън пише в различни жанрове, а произведенията му са отличени с различни признания, включително с наградата „Брам Стокър“. Поредицата му от трилъри „Тяло от доказателства“ е отличена от Нюйоркската обществена библиотека и е избрана за една от най-добрите книги на Асоциацията на библиотеките за млади читатели.
Голдън често си сътрудничи с други автори върху книги, комикси и сценарии. Автор е и на спиноф книги свързани с популярни телевизионни сериали и филми, като „Бъфи, убийцата на вампири“, „Хелбой“ и „Х-Мен“.
Произведенията му са преведени на повече от 15 езика по света. През 2015 г. той основава популярния фестивал на книгата Merrimack Valley Halloween.
Кристофър Голдън живее със семейството си в Масачузетс.

## Произведения

### Самостоятелни романи
- Bikini (1995)[1][2][3][4][5]
- Beach Blanket Psycho (1995)
- Daredevil (1996)
- Strangewood (1999)
- Straight on Til' Morning (2001)
- The Ferryman (2002)
- Storm Warning (2002) – с Томас Е Сниегоски
- The Boys Are Back in Town (2004)
- Wildwood Road (2005)
- Kong (2005)
- The Seven Whistlers (2006) – с Амбър Бенсън
- Poison Ink (2008)
- Soulless (2008)
- The Ocean Dark (2010) – като Джак Роган
- When Rose Wakes (2010)
- The Collective (2011) – като Джак Роган
- Don't Be Afraid of the Dark (2011) – с Троя Никси и Гилермо дел Торо
- Uncharted: The Fourth Labyrinth (2011)
- Battle for Arcanum (2013) – с Томас Е Сниегоски
- Snowblind (2014)
- Sons of Anarchy: Bratva (2014)
- Tin Men (2015)
- Seize the Night (2015)
- Dead Ringers (2015)
- Indigo (2017) – с Кели Армстронг, Шарлейн Харис, Тим Лебон, Джонатан Мабрири, Шеън Макгуайър, Джеймс Мур, Марк Морис, Чери Прист и Кат Ричардсън
- Runaways (2018)
- Blood of the Four (2018) – с Тим Лебон
- Road of Bones (2022)
Път от кости, изд.: ИК „Кръг“, София (2023), прев. Мариана Христова
- All Hallows (2023)
- The House of Last Resort (2024)

### Поредица „Питър Октавиан, „Сага на сенките“ (Peter Octavian / Shadow Saga)
1. Of Saints and Shadows (1994)[1][2][3][4][5]
2. Angel Souls and Devil Hearts (1998)
3. Of Masques and Martyrs (1998)
4. The Gathering Dark (2003)
5. Waking Nightmares (2011)
6. The Graves of Saints (2013)
7. King of Hell (2014)

### Поредица „Тяло от доказателства“ (Body of Evidence)
трилъри

### Поредица „Проулърс“ (Prowlers)
1. Prowlers (2001)[1][3]
2. Laws of Nature (2001)
3. Predator and Prey (2001)
4. Wild Things (2002)

### Поредица „Призраци на Албион“ (Ghosts of Albion) – сАмбър Бенсън
1. Accursed (2005)[1][2]
2. Witchery (2006)
3. Astray (2004)
4. Initiation (2006)

### Поредица „Момиче от гробища“ (Cemetery Girl) – с Чарлийн Харис
1. The Pretenders (2014)[1]
2. Inheritance (2014)
3. Haunted (2018)

### Поредица „Бен Уокър“ (Ben Walker)
1. Ararat (2017)[1][2]
2. The Pandora Room (2019)
3. Red Hands (2020)

### Участие в общи серии с други писатели
- Shadows of the Empire (1996) в поредицата „Междузвездни войни“ (Star Wars)[1][2][3][4]
- 3 романа в поредицата „Хелбой“ (Hellboy)
- 2 романа в поредицата „Галактика звездна битка“ (Battlestar Galactica 2) – с Ричард Хач
- 7 романа в поредицата „Бъфи, убийцата на вампири (за възрастни)“ (Buffy the Vampire Slayer)
- 2 романа в поредицата „Бъфи, убийцата на вампири (за юноши)“ (Buffy the Vampire Slayer)
- 11 романа в поредицата „Бъфи, убийцата на вампири (оригинална серия)“ (Buffy the Vampire Slayer)
- Codename Wolverine (1998) в поредицата „Х-Мен“ (X-Men)
- 3 романа в поредицата „Изберете своето собствено приключение на Междузвездни войни“ (Choose Your Own Star Wars Adventure)
- Netherwar (1999) в поредицата „Ген 13“ (Gen 13) – с Джеф Мариот
- 2 романа в поредицата „Бъфи, убийцата на вампири: Ангел“ (Buffy the Vampire Slayer: Angel)
- 4 романа в поредицата „Бъфи, убийцата на вампири: Изгубеният убиец“ (Buffy the Vampire Slayer: The Lost Slayer)
- 2 романа в поредицата „Бъфи, убийцата на вампири: Приказки за убийцата“ (Buffy the Vampire Slayer: Tales of the Slayer) – с други
- The Longest Night (2002) в поредицата „Ангел“ (Angel) – с Нанси Холдър
- The Night Stalker Casebook (2006) в поредицата „Колчак: Нощният сталкер“ (Kolchak: The Night Stalker)
- The Predator (2018) в поредицата „Хищникът“ (Predator)

### Новели и разкази
- The Shell Collector (2004)[2][3]
- Bloodstained Oz (2006) – с Джеймс А Мур[1]
- Father Gaetano's Puppet Catechism (2012) – с Майк Миньола
- Festival (2022) . с Тим Либон
- Exquisite Corpse (2023) – с Ричард Чизмар, Пол Корнел, Мишел Гарза, Брайън Кийн, Касандра Хау, Стивън Козеневски, Мелиса Ласън, Ник Маматас, Пол Тремблай и Алисай Вонг

### Сборници
- Four Dark Nights (2002) – с други[1][3]
- The Secret Backs of Things (2010)
- Tell My Sorrows To The Stones (2013)

### Документалистика
- Cut! (1992)[1]
- Sophomore Slumps (1995)

### Екранизации
- 2003 Ghosts of Albion: Legacy – тв минисериал, 7 епизода
- 2004 Ghosts of Albion: Embers – тв минисериал, 5 епизода
- 2014 Come Out and Play
- 2017 Alien: River of Pain – подкаст